# 위드블로그
위드블로그(WITHBLOG)는 2008년 11월 비공개 베타 버전을 시작으로, 2009년 2월 정식으로 열린 블로그마케팅 사이트이다. 밝고 건전한 블로그마케팅 시장을 만들겠다는 포부로 (주)블로그칵테일에서 제작하여 운영하고 있다.
대한민국에서 최초로 블로그마케팅에 참여하는 모든 글들 본문에 해당 글이 업체로부터 지원을 받아 작성했음을 명시하도록 하였으며, 하단에 지원 업체의 배너와 문구를 공개적으로 붙이는 방식은 대한민국에선 처음으로 시도했던 모습이다.
이를 바탕으로, 2010년 9월에는 네이버와 '건강하고 푸른 리뷰 문화를 함께 만들자'는 취지로 그린리뷰 캠페인을 업계 최초로 펼치기도 하였다.

2011년 6월에는 파워블로거들이 고액의 원고료를 받으면서도, 이 사실을 숨기고 글을 써준다거나, 막대한 수수료를 챙기며 공동구매를 진행했던 사건이 크게 문제가 되기도 하였다.

이에 공정거래위원회에선 "추천․보증 등에 관한 표시․광고 심사지침"을 만들어 파워블로거 등이 광고주로부터 경제적 대가(현금이나 당해제품 등)를 받고 추천․보증 등을 하는 경우 소비자들이 상업적 표시․광고라는 사실을 알 수 있도록 매 건별로 경제적 이해관계를 명확히 공개토록 하는 것을 주요 가이드라인으로 제시하였으며, 이 사건을 계기로 가장 정직한 블로그마케팅 서비스 중 하나로 소개되게 되었다.

2011년 12월에는, 약 3개월 동안 1,500명의 블로거들을 선정해 전국 160곳의 전통시장에 대한 탐방기를 진행하기도 하였다. 이를 통해 블로그와 소셜네트워크서비스(SNS)에서 이 글들의 노출수는 무려 546만여건에 이르며 전통시장 홍보에 많은 도움이 되었다.

2012년 7월 (주)블로그칵테일과 (주)엑스피라는 회사가 함께 힘을 합쳐 만든 (주)비씨엔엑스에서 현재까지 서비스를 운영하고 있다.

2013년 2월에는, 저소득층을 대상으로 무보증, 무담보 소액대출을 해주는 마이크로크레딧 제도를 통해 취약계층의 창업을 돕는 '무지개가게' 사업을 진행하고 있는 사회연대은행과 함께 '희망블로그 캠페인'에 대한 협약을 체결하기도 하였다.